# Großer Preis von Europa 1983
Der Große Preis von Europa 1983 (offiziell John Player Grand Prix of Europe) fand am 25. September auf dem Brands Hatch Circuit in Fawkham statt und war das 14. Rennen der Formel-1-Weltmeisterschaft 1983.

## Berichte

### Hintergrund
Erstmals wurde ein Rennen mit dem alleinigen Titel Großer Preis von Europa als WM-Lauf veranstaltet, nachdem diese Bezeichnung zuvor bis 1977 wechselnden nationalen Grand Prix lediglich als zusätzlicher Ehrentitel verliehen worden war. Als Austragungsort wurde Brands Hatch gewählt, wodurch zum ersten Mal innerhalb eines Jahres zwei WM-Läufe in Großbritannien stattfanden.
Bei Williams entschied man sich erneut gegen einen Renneinsatz des neuen FW09 mit Honda-Turbomotor. Stattdessen meldete man einen dritten Werkswagen des Typs FW08C für den Testfahrer Jonathan Palmer, der somit zu seinem Grand-Prix-Debüt kam. Das Team Theodore Racing hingegen reduzierte sein Engagement aus finanziellen Gründen auf nur noch ein Fahrzeug. Johnny Cecotto musste zugunsten von Roberto Guerrero auf die Teilnahme am Rennwochenende verzichten, wodurch die Anzahl der Trainingsteilnehmer insgesamt gleichbleibend bei 29 lag.
John Watson bestritt seinen 150. Grand Prix.
Vor dem vorletzten Rennen der Saison hatten mit Alain Prost, René Arnoux und Nelson Piquet noch drei Piloten aus drei unterschiedlichen Teams realistische Chancen auf den Gewinn der Fahrer-Weltmeisterschaft.

### Training
Zum ersten Mal in seiner Grand-Prix-Karriere qualifizierte sich Elio de Angelis für die Pole-Position. Für das Team Lotus war dies die erste Pole seit dem Großen Preis von Kanada 1978. Hinter Brabham-Pilot Riccardo Patrese folgte mit Nigel Mansell zudem der zweite Lotus-Fahrer. Piquet startete als Vierter direkt vor seinem Titelkonkurrenten Arnoux. Der dritte Titelaspirant Prost folgte hinter Patrick Tambay und Eddie Cheever auf dem achten Startplatz.
Schnellster der nach wie vor mit herkömmlichen Saugmotoren ausgestatteten Piloten war erneut der noch amtierende Weltmeister Keke Rosberg. Er qualifizierte sich für den 16. Startplatz.

### Rennen
Kurz nach dem Start wurde de Angelis von Patrese überholt. Mansell, Piquet und Cheever folgten auf den Rängen drei bis fünf. In der zweiten Runde wurde Mansell von Piquet überholt. Prost zog in der neunten Runde an seinem Teamkollegen Cheever vorbei.
Als sich de Angelis in der zwölften Runde mit Patrese um die Spitze duellierte, drehten sich beide Piloten. Piquet übernahm dadurch die Spitze. Bevor Prost die Stelle erreichte, konnte Patrese das Rennen auf dem zweiten Rang fortsetzen, während de Angelis zunächst auf den sechsten Platz zurückfiel und kurz darauf aufgeben musste.
Abgesehen von der Phase der Boxenstopps kam es im weiteren Rennverlauf zu keinen weiteren Überholmanövern an der Spitze. Der dritte Platz wurde nach dem technisch bedingten Zurückfallen von Tambay in der 65. Runde von Mansell eingenommen. Dieser bestätigte die Konkurrenzfähigkeit des Lotus-Teams an diesem Wochenende nach dem guten Trainingsergebnis zudem durch das Absolvieren der schnellsten Rennrunde. Hinter Andrea de Cesaris belegte Derek Warwick zum dritten Mal in Folge einen Platz in den Punkterängen. Sein Teamkollege Bruno Giacomelli erhielt als Sechster seinen ersten WM-Punkt des Jahres und bestätigte somit einen Aufwärtstrend bei Toleman.
Da Prost den zweiten Platz belegte, lag er vor dem Saisonfinale in Südafrika in der WM-Wertung zwar weiterhin in Führung, jedoch mit nur noch zwei Punkten Vorsprung vor Piquet. Der dritte Titelaspirant Arnoux lag acht Punkte hinter dem Führenden Prost und hatte nur noch theoretische Chancen.

## Meldeliste
| Team                           | Nr. | Fahrer             | Chassis         | Motor                       | Reifen |
| ------------------------------ | --- | ------------------ | --------------- | --------------------------- | ------ |
| TAG Williams Team              | 01  | Keke Rosberg       | Williams FW08C  | Ford Cosworth DFV 3.0 V8    | G      |
| TAG Williams Team              | 02  | Jacques Laffite    | Williams FW08C  | Ford Cosworth DFV 3.0 V8    | G      |
| TAG Williams Team              | 42  | Jonathan Palmer    | Williams FW08C  | Ford Cosworth DFV 3.0 V8    | G      |
| Benetton Tyrrell Team          | 03  | Michele Alboreto   | Tyrrell 012     | Ford Cosworth DFV 3.0 V8    | G      |
| Benetton Tyrrell Team          | 04  | Danny Sullivan     | Tyrrell 012     | Ford Cosworth DFV 3.0 V8    | G      |
| Fila Sport                     | 05  | Nelson Piquet      | Brabham BT52B   | BMW M12/13 1.5 L4t          | M      |
| Fila Sport                     | 06  | Riccardo Patrese   | Brabham BT52B   | BMW M12/13 1.5 L4t          | M      |
| Marlboro McLaren International | 07  | John Watson        | McLaren MP4/1E  | TAG/Porsche TTE PO1 1.5 V6t | M      |
| Marlboro McLaren International | 08  | Niki Lauda         | McLaren MP4/1E  | TAG/Porsche TTE PO1 1.5 V6t | M      |
| Team ATS                       | 09  | Manfred Winkelhock | ATS D6          | BMW M12/13 1.5 L4t          | G      |
| John Player Team Lotus         | 11  | Elio de Angelis    | Lotus 94T       | Renault EF1 1.5 V6t         | P      |
| John Player Team Lotus         | 12  | Nigel Mansell      | Lotus 94T       | Renault EF1 1.5 V6t         | P      |
| Équipe Renault Elf             | 15  | Alain Prost        | Renault RE40    | Renault EF1 1.5 V6t         | M      |
| Équipe Renault Elf             | 16  | Eddie Cheever      | Renault RE40    | Renault EF1 1.5 V6t         | M      |
| RAM Automotive Team March      | 17  | Kenny Acheson      | RAM 01          | Ford Cosworth DFV 3.0 V8    | P      |
| Marlboro Team Alfa Romeo       | 22  | Andrea de Cesaris  | Alfa Romeo 183T | Alfa Romeo 890T 1.5 V8t     | M      |
| Marlboro Team Alfa Romeo       | 23  | Mauro Baldi        | Alfa Romeo 183T | Alfa Romeo 890T 1.5 V8t     | M      |
| Équipe Ligier Gitanes          | 25  | Jean-Pierre Jarier | Ligier JS21     | Ford Cosworth DFV 3.0 V8    | M      |
| Équipe Ligier Gitanes          | 26  | Raul Boesel        | Ligier JS21     | Ford Cosworth DFV 3.0 V8    | M      |
| Scuderia Ferrari SpA SEFAC     | 27  | Patrick Tambay     | Ferrari 126C3   | Ferrari 021 1.5 V6t         | G      |
| Scuderia Ferrari SpA SEFAC     | 28  | René Arnoux        | Ferrari 126C3   | Ferrari 021 1.5 V6t         | G      |
| Arrows Racing Team             | 29  | Marc Surer         | Arrows A6       | Ford Cosworth DFV 3.0 V8    | G      |
| Arrows Racing Team             | 30  | Thierry Boutsen    | Arrows A6       | Ford Cosworth DFV 3.0 V8    | G      |
| Osella Squadra Corse           | 31  | Corrado Fabi       | Osella FA1E     | Alfa Romeo 1260 3.0 V12     | M      |
| Osella Squadra Corse           | 32  | Piercarlo Ghinzani | Osella FA1E     | Alfa Romeo 1260 3.0 V12     | M      |
| Theodore Racing Team           | 33  | Roberto Guerrero   | Theodore N183   | Ford Cosworth DFV 3.0 V8    | G      |
| Candy Toleman Motorsport       | 35  | Derek Warwick      | Toleman TG183B  | Hart 415T 1.5 L4t           | P      |
| Candy Toleman Motorsport       | 36  | Bruno Giacomelli   | Toleman TG183B  | Hart 415T 1.5 L4t           | P      |
| Spirit Racing                  | 40  | Stefan Johansson   | Spirit 201C     | Honda RA163-E 1.5 V6t       | G      |

## Klassifikationen

### Qualifying
| Pos. | Fahrer             | Konstrukteur        | Qualifikationstraining 1 | Qualifikationstraining 1 | Qualifikationstraining 2 | Qualifikationstraining 2 | Start |
| Pos. | Fahrer             | Konstrukteur        | Zeit                     | Ø-Geschwindigkeit        | Zeit                     | Ø-Geschwindigkeit        | Start |
| ---- | ------------------ | ------------------- | ------------------------ | ------------------------ | ------------------------ | ------------------------ | ----- |
| 01   | Elio de Angelis    | Lotus-Renault       | 1:12,342                 | 209,356 km/h             | 1:12,092                 | 210,082 km/h             | 01    |
| 02   | Riccardo Patrese   | Brabham-BMW         | 1:13,475                 | 206,127 km/h             | 1:12,458                 | 209,020 km/h             | 02    |
| 03   | Nigel Mansell      | Lotus-Renault       | 1:12,623                 | 208,546 km/h             | 1:13,089                 | 207,216 km/h             | 03    |
| 04   | Nelson Piquet      | Brabham-BMW         | 1:12,724                 | 208,256 km/h             | 1:13,095                 | 207,199 km/h             | 04    |
| 05   | René Arnoux        | Ferrari             | 1:13,596                 | 205,788 km/h             | 1:13,113                 | 207,148 km/h             | 05    |
| 06   | Patrick Tambay     | Ferrari             | 1:13,898                 | 204,947 km/h             | 1:13,157                 | 207,023 km/h             | 06    |
| 07   | Eddie Cheever      | Renault             | 1:13,592                 | 205,800 km/h             | 1:13,253                 | 206,752 km/h             | 07    |
| 08   | Alain Prost        | Renault             | 1:13,342                 | 206,501 km/h             | 1:13,526                 | 205,984 km/h             | 08    |
| 09   | Manfred Winkelhock | ATS-BMW             | 1:13,679                 | 205,557 km/h             | 1:14,750                 | 202,611 km/h             | 09    |
| 10   | John Watson        | McLaren-TAG-Porsche | 1:14,296                 | 203,849 km/h             | 1:13,783                 | 205,267 km/h             | 10    |
| 11   | Derek Warwick      | Toleman-Hart        | 1:14,411                 | 203,534 km/h             | 1:13,855                 | 205,067 km/h             | 11    |
| 12   | Bruno Giacomelli   | Toleman-Hart        | 1:15,521                 | 200,543 km/h             | 1:13,949                 | 204,806 km/h             | 12    |
| 13   | Niki Lauda         | McLaren-TAG-Porsche | 1:15,266                 | 201,222 km/h             | 1:13,972                 | 204,742 km/h             | 13    |
| 14   | Andrea de Cesaris  | Alfa Romeo          | 1:14,403                 | 203,556 km/h             | 1:15,440                 | 200,758 km/h             | 14    |
| 15   | Mauro Baldi        | Alfa Romeo          | 1:14,727                 | 202,674 km/h             | 1:15,174                 | 201,469 km/h             | 15    |
| 16   | Keke Rosberg       | Williams-Ford       | 1:14,917                 | 202,160 km/h             | 1:15,252                 | 201,260 km/h             | 16    |
| 17   | Marc Surer         | Arrows-Ford         | 1:15,346                 | 201,009 km/h             | 1:15,501                 | 200,596 km/h             | 17    |
| 18   | Thierry Boutsen    | Arrows-Ford         | 1:16,094                 | 199,033 km/h             | 1:15,428                 | 200,790 km/h             | 18    |
| 19   | Stefan Johansson   | Spirit-Honda        | 1:16,525                 | 197,912 km/h             | 1:15,912                 | 199,510 km/h             | 19    |
| 20   | Danny Sullivan     | Tyrrell-Ford        | 1:17,134                 | 196,349 km/h             | 1:16,640                 | 197,615 km/h             | 20    |
| 21   | Roberto Guerrero   | Theodore-Ford       | 1:16,769                 | 197,283 km/h             | 1:17,454                 | 195,538 km/h             | 21    |
| 22   | Jean-Pierre Jarier | Ligier-Ford         | 1:17,141                 | 196,331 km/h             | 1:16,880                 | 196,998 km/h             | 22    |
| 23   | Raul Boesel        | Ligier-Ford         | 1:17,177                 | 196,240 km/h             | 1:17,593                 | 195,188 km/h             | 23    |
| 24   | Piercarlo Ghinzani | Osella-Alfa Romeo   | 1:17,850                 | 194,543 km/h             | 1:17,408                 | 195,654 km/h             | 24    |
| 25   | Jonathan Palmer    | Williams-Ford       | 1:17,432                 | 195,594 km/h             | 1:17,524                 | 195,361 km/h             | 25    |
| 26   | Michele Alboreto   | Tyrrell-Ford        | 1:17,456                 | 195,533 km/h             | 1:17,936                 | 194,329 km/h             | 26    |
| DNQ  | Kenny Acheson      | RAM-Ford            | 1:17,577                 | 195,228 km/h             | 1:18,069                 | 193,998 km/h             | –     |
| DNQ  | Corrado Fabi       | Osella-Alfa Romeo   | 1:19,087                 | 191,500 km/h             | 1:17,816                 | 194,628 km/h             | –     |
| DNQ  | Jacques Laffite    | Williams-Ford       | 1:18,467                 | 193,014 km/h             | 1:18,261                 | 193,522 km/h             | –     |

### Rennen
| Pos. | Fahrer             | Konstrukteur        | Runden | Stopps | Zeit        | Start | Schnellste Runde |
| ---- | ------------------ | ------------------- | ------ | ------ | ----------- | ----- | ---------------- |
| 01   | Nelson Piquet      | Brabham-BMW         | 76     | 1      | 1:36:45,865 | 04    | 1:14,778         |
| 02   | Alain Prost        | Renault             | 76     | 1      | + 6,571     | 08    | 1:14,616         |
| 03   | Nigel Mansell      | Lotus-Renault       | 76     | 1      | + 30,315    | 03    | 1:14,342 (70.)   |
| 04   | Andrea de Cesaris  | Alfa Romeo          | 76     | 1      | + 34,396    | 14    | 1:14,905         |
| 05   | Derek Warwick      | Toleman-Hart        | 76     | 1      | + 44,915    | 11    | 1:14,732         |
| 06   | Bruno Giacomelli   | Toleman-Hart        | 76     | 1      | + 52,190    | 12    | 1:14,877         |
| 07   | Riccardo Patrese   | Brabham-BMW         | 76     | 1      | + 1:12,684  | 02    | 1:15,107         |
| 08   | Manfred Winkelhock | ATS-BMW             | 75     | 1      | + 1 Runde   | 09    | 1:15,710         |
| 09   | René Arnoux        | Ferrari             | 75     | 2      | + 1 Runde   | 05    | 1:14,924         |
| 10   | Eddie Cheever      | Renault             | 75     | 2      | + 1 Runde   | 07    | 1:15,161         |
| 11   | Thierry Boutsen    | Arrows-Ford         | 75     | 0      | + 1 Runde   | 18    | 1:16,050         |
| 12   | Roberto Guerrero   | Theodore-Ford       | 75     | 0      | + 1 Runde   | 21    | 1:16,279         |
| 13   | Jonathan Palmer    | Williams-Ford       | 74     | 1      | + 2 Runden  | 25    | 1:16,794         |
| 14   | Stefan Johansson   | Spirit-Honda        | 74     | 1      | + 2 Runden  | 19    | 1:17,042         |
| 15   | Raul Boesel        | Ligier-Ford         | 73     | 0      | + 3 Runden  | 23    | 1:18,698         |
| –    | Patrick Tambay     | Ferrari             | 67     | 1      | DNF         | 06    | 1:14,933         |
| –    | Michele Alboreto   | Tyrrell-Ford        | 65     | 0      | DNF         | 26    | 1:15,599         |
| –    | Piercarlo Ghinzani | Osella-Alfa Romeo   | 63     | 3      | DNF         | 24    | 1:18,406         |
| –    | Marc Surer         | Arrows-Ford         | 51     | 0      | DNF         | 17    | 1:17,039         |
| –    | Keke Rosberg       | Williams-Ford       | 43     | 1      | DNF         | 16    | 1:15,260         |
| –    | Mauro Baldi        | Alfa Romeo          | 39     | 1      | DNF         | 15    | 1:16,392         |
| –    | John Watson        | McLaren-TAG-Porsche | 36     | 1      | DNF         | 10    | 1:15,800         |
| –    | Danny Sullivan     | Tyrrell-Ford        | 27     | 0      | DNF         | 20    | 1:17,222         |
| –    | Niki Lauda         | McLaren-TAG-Porsche | 26     | 0      | DNF         | 13    | 1:15,957         |
| –    | Elio de Angelis    | Lotus-Renault       | 13     | 0      | DNF         | 01    | 1:15,601         |
| –    | Jean-Pierre Jarier | Ligier-Ford         | 0      | 0      | DNF         | 22    | –                |

## WM-Stände nach dem Rennen
Die ersten sechs des Rennens bekamen 9, 6, 4, 3, 2 bzw. 1 Punkt(e). In der Fahrerwertung wurden die besten elf Resultate, in der Konstrukteurswertung alle Resultate gewertet.

### Fahrerwertung
| Pos. | Fahrer            | Konstrukteur  | Punkte |
| ---- | ----------------- | ------------- | ------ |
| 01   | Alain Prost       | Renault       | 57     |
| 02   | Nelson Piquet     | Brabham-BMW   | 55     |
| 03   | René Arnoux       | Ferrari       | 49     |
| 04   | Patrick Tambay    | Ferrari       | 40     |
| 05   | Keke Rosberg      | Williams-Ford | 25     |
| 06   | John Watson       | McLaren-Ford  | 22     |
| 07   | Eddie Cheever     | Renault       | 21     |
| 08   | Niki Lauda        | McLaren-Ford  | 12     |
| 09   | Jacques Laffite   | Williams-Ford | 11     |
| 10   | Michele Alboreto  | Tyrrell-Ford  | 10     |
| 11   | Nigel Mansell     | Lotus-Ford    | 10     |
| 12   | Andrea de Cesaris | Alfa Romeo    | 9      |
| 13   | Derek Warwick     | Toleman-Hart  | 6      |
| 14   | Riccardo Patrese  | Brabham-BMW   | 4      |
| 15   | Marc Surer        | Arrows-Ford   | 4      |
| 16   | Mauro Baldi       | Alfa Romeo    | 3      |

| Pos. | Fahrer             | Konstrukteur      | Punkte |
| ---- | ------------------ | ----------------- | ------ |
| 17   | Danny Sullivan     | Tyrrell-Ford      | 2      |
| 18   | Elio de Angelis    | Alfa Romeo        | 2      |
| 19   | Bruno Giacomelli   | Toleman-Hart      | 1      |
| 20   | Johnny Cecotto     | Theodore-Ford     | 1      |
| 21   | Thierry Boutsen    | Arrows-Ford       | 0      |
| 22   | Jean-Pierre Jarier | Ligier-Ford       | 0      |
| 23   | Chico Serra        | Arrows-Ford       | 0      |
| 24   | Raul Boesel        | Ligier-Ford       | 0      |
| 25   | Stefan Johansson   | Spirit-Honda      | 0      |
| 26   | Manfred Winkelhock | ATS-BMW           | 0      |
| 27   | Corrado Fabi       | Osella-Ford       | 0      |
| 28   | Piercarlo Ghinzani | Osella-Alfa Romeo | 0      |
| 29   | Roberto Guerrero   | Theodore-Ford     | 0      |
| 30   | Jonathan Palmer    | Williams-Ford     | 0      |
| 31   | Eliseo Salazar     | RAM-Ford          | 0      |
| –    | Alan Jones         | Arrows-Ford       | 0      |

### Konstrukteurswertung
| Pos. | Konstrukteur              | Punkte |
| ---- | ------------------------- | ------ |
| 01   | Ferrari                   | 89     |
| 02   | Renault                   | 78     |
| 03   | Brabham-BMW               | 59     |
| 04   | Williams-Ford             | 36     |
| 05   | McLaren-Ford/-TAG-Porsche | 34     |
| 06   | Tyrrell-Ford              | 12     |
| 07   | Lotus-Ford/-Renault       | 12     |
| 08   | Alfa Romeo                | 12     |

| Pos. | Konstrukteur            | Punkte |
| ---- | ----------------------- | ------ |
| 09   | Toleman-Hart            | 7      |
| 10   | Arrows-Ford             | 4      |
| 11   | Theodore-Ford           | 1      |
| 12   | Ligier-Ford             | 0      |
| 13   | Spirit-Honda            | 0      |
| 14   | ATS-BMW                 | 0      |
| 15   | Osella-Ford/-Alfa Romeo | 0      |
| 16   | RAM-Ford                | 0      |